# Залесе (гміна Хинув)
Залесе (пол. Zalesie) — село в Польщі, у гміні Хинув Груєцького повіту Мазовецького воєводства.
Населення — 52 особи (2011).
У 1975-1998 роках село належало до Радомського воєводства.

## Демографія
Демографічна структура станом на 31 березня 2011 року:
|          | Загалом | Допрацездатний вік | Працездатний вік | Постпрацездатний вік |
| -------- | ------- | ------------------ | ---------------- | -------------------- |
| Чоловіки | 29      | 3                  | 23               | 3                    |
| Жінки    | 23      | 4                  | 14               | 5                    |
| Разом    | 52      | 7                  | 37               | 8                    |